# Юркевич Марія
Марія Юркевич (уроджена Білякова, нар. 1882, Ніжин — пом. 20 листопада 1967, Філадельфія, США) — українська журналістка і культурно-громадська діячка, педагог і публіцист.

## Життєпис
Закінчила Ніжинську жіночу гімназію, 1917 закінчила Вищі жіночі курси професора Лесгафта в Петербурзі (історично-філософічний відділ). 
Приїхавши до Києва, учителювала в українських навчальних закладах — у Першій українській гімназії ім. Т. Г. Шевченка, у Фребелевському інституті, у Технікумі імені Б. Грінченка та інших, ймовірно професор Київського університету.
На еміграцію виїхала, рятуючись від більшовиків 1943 року. Опинилася в Німеччині. Звідти переїхала жити до Америки й поселилася в Філадельфії. Тут стала редакторкою сторінки для дітей «Нашим малятам» при жіночому журналі «Наше життя». Працювала до глибокої старості. Редагувала дитячі збірки. Брала активну участь у громадському житті, друкувала спогади і статті в різних часописах та журналах.
Померла у Філадельфії 20 листопада 1967 року. Похована на українському цвинтарі в Бавнд Бруку, Нью Джерсі.

## Творчість
Упорядкувала і підготувала до друку збірники віршів, казок, оповідань «Літо», «Осінь», «Зима», «Снігова баба» та інші.

## Громадська діяльність
Ще під час перебування в Німеччині вступила до Об'єднання працівників дитячої літератури (ОПДЛ), пізніше, у США — Об'єднання працівників дитячої літератури імені Леоніда Глібова. Була членом його управи.